# Eugenia bergii
Eugenia bergii är en myrtenväxtart Eugenia bergii ingår i släktet Eugenia och familjen myrtenväxter. Inga underarter finns listade i Catalogue of Life.